# Pleasure to Kill
Pleasure to Kill (Placer de Matar), lanzado en 1986, es el segundo álbum de la banda Kreator. Este es el álbum donde Kreator se consolidó como una banda sólida en el thrash metal underground. Los temas de sus letras siguen la misma dirección que en su primer álbum, Endless Pain, aunque con mejor calidad en las guitarras y arreglos. Varias bandas de death metal citan este álbum como una gran influencia. También es considerado como un hito en la historia del thrash metal por su sonido brutal, junto con Reign in Blood de Slayer y Darkness Descends de Dark Angel, todos lanzados en 1986.

## Lista de canciones
1. "Choir of the Damned (Intro)" – 1:40
2. "Ripping Corpse" – 3:36
3. "Death Is Your Saviour" – 3:58
4. "Pleasure to Kill" – 4:11
5. "Riot of Violence" – 4:56
6. "The Pestilence" – 6:58
7. "Carrion" – 4:48
8. "Command of the Blade" – 3:57
9. "Under the Guillotine" – 4:38
10. "Flag of Hate"* - 3:56
11. "Take Their Lives"* - 6:26
12. "Awakening of the Gods"* - 7:33

Las pistas marcadas con un asterisco son bonus tracks de la versión remasterizada. Fueron tomadas del EP Flag of Hate.
"Choir of the Damned" esta extendida en la versión de CD. En la versión del LP es alrededor de un minuto más corta y pierde el preludio harmonizado de la versión del CD.

## Créditos
- Mille Petrozza – guitarra, voz
- Jürgen Reil - batería, voz
- Rob Fioretti - bajo
- Jörg Trzebiatowski - guitarra
- Fred Baumgart - fotografía
- Ralf Hubert - productor
- Harris Johns - productor, ingeniero
- Kreator - fotografía
- Philip Lawvere - arte de la portada
- Maren Layout - diseño
- Mille Petrozza - remasterizado
- Karl-Ulrich Walterbach - productor ejecutivo

## Información miscelánea
- La canción "Flag of Hate" también puede encontrarse en su primer disco Endless Pain.
- Hay otra versión de este álbum, llamada After the Attack, con la pista que le da nombre al disco marcada como la pista 10, en vinilo rojo.
- La canción "Awakening of the Gods" aparece en el videojuego Grand Theft Auto IV: The Lost and Damned en la estación de radio "Liberty City Hardcore".
- La canción "Pleasure to Kill" aparece en una escena de la serie alemana Dark para ambientar la historia de 1986, mismo año de lanzamiento de este disco.